# 남정우
남정우(1982년 ~ )는 대한민국의 배우이다.

## 학력
- 1997년 ~ 2000년 제천고등학교
- 2000년 ~ 2008년 감리교신학대학교 종교철학과 학사

## 병역
- 2002년 ~ 2004년 대한민국 육군 병장 전역

## 경력
- 2005년 ~ 2012년 극단 학전 단원

## 출연

### 방송

#### 드라마
- 2016년 KBS 1TV 《임진왜란 1592》 - 도키치로 역
- 2017년 SBS 《수상한 파트너》 - 강 변호사 역
- 2018년 OCN 《미스트리스》 - 아동복지사 역
- 2019년 KBS 2TV 《국민 여러분!》
- 2019년 MBC 《봄밤》
- 2019년 JTBC 《바람이 분다》
- 2019년 MBC 《신입사관 구해령》 - 제갈주서 역
- 2020년 TvN 《사랑의 불시착》
- 2020년 SBS 《낭만닥터 김사부 2》
- 2020년 JTBC 《이태원 클라쓰》
- 2020년 TvN 《하이바이, 마마!》
- 2020년 SBS 《굿캐스팅》
- 2020년 JTBC 《쌍갑포차》
- 2020년 TvN 《청춘기록》 - 도넛CM감독 역
- 2021년 KBS 2TV 《이미테이션》 - 고바위 역
- 2021년 SBS 《라켓소년단》 - 이무선 역
- 2021년 TvN 《배드 앤 크레이지》 - 경찰 역
- 2022년 SBS 《왜 오수재인가》 - 오천재 역
- 2022년 ENA 《이상한 변호사 우영우》

### 영화
- 2012년 《BADminton》 (독립 영화) - 우신 역
- 2013년 《48미터》 - 북한군 상위 역
- 2014년 《빅매치》 - 우형사 역
- 2017년 《사일런스》
- 2017년 《보통사람》 - 자유일보기자 역
- 2018년 《그것만이 내 세상》 - 레코드가게 직원 역
- 2020년 《오! 문희》 - 전봇대 인부 2 역

### 공연

#### 연극
- 2010년 《이》 (2010.02.26)
- 2010년 《룸 넘버 13》 (2010.03.05)
- 2012년 《판타스틱 체인지》 - 철수 역 (2012.06.05~2012.07.01)
- 2014년 《개똥벌레》 - 배우 서영주 역 (2014.12.24~2015.01.04)
- 2015년 《형제의 밤》 - 이수동 역 (2015.10.06~2015.12.31)
- 2016년 《사랑하니까 이야기다》 - 수남 역 (2016.04.01~2016.04.17)
- 2016년 《데미안》 - 알퐁스백 역 (2016.10.21~2016.11.27)
- 2017년 《형제의 밤》 - 수동 역 (2017.05.25~2017.07.02)
- 2018년 《형제의 밤》 - 수동 역 (2018.07.13~2018.12.31)

#### 뮤지컬
- 2006년 《지하철 1호선》 (2006.03.29)
- 2008년 《명성황후》 (2008.05.04~2008.05.13)
- 2009년 《내 마음의 풍금》 - 정복 역 (2009.04.04~2009.05.24)
- 2011년 《식구를 찾아서》 - 몽 역 (2011.07.01~2011.07.03)
- 2011년 《식구를 찾아서》 - 몽 역 (2011.09.24~2011.11.06)
- 2012년 《식구를 찾아서》 - 몽 역 (2012.04.21~2012.06.24)
- 2012년 《식구를 찾아서》 - 몽 역 (2012.08.29~2012.12.06)
- 2012년 《완득이》 - 혁주 역 (2012.12.14~2013.03.23)
- 2013년 《식구를 찾아서》 - 몽 개 역 (2013.11.23)
- 2016년 《스페셜 딜리버리》 - 최고봉 역 (2016.01.29~2016.02.14)
- 2016년 《식구를 찾아서》 - 몽 역 (2016.09.24)
- 2016년 《청춘밴드 제로》 - 오덕원 역 (2016.11.15~2016.12.31)
- 2017년 《어른 동생》 (2017.04.25~2017.05.21)
- 2017년 《어른 동생》 - 정우 삼촌 역 (2017.10.06~2020.03.01)
- 2018년 《어른 동생》 - 정우 역 (2018.01.13~2018.02.25)